# Matej Poplatnik
Matej Poplatnik (sinh 15 tháng 7 năm 1992 ở Slovenia) là một cầu thủ bóng đá Slovenia thi đấu ở vị trí tiền đạo cho Triglav Kranj.

## Sự nghiệp
Poplatnik khởi đầu sự nghiệp cùng với Zarica Kranj trước khi gia nhập Triglav Kranj năm 2012. Anh ra mắt tại Slovenian PrvaLiga thất bại 1–0 sân khách trước NK Celje ngày 15 tháng 7 năm 2012, khi thay người vào sân trong hiệp hai. Poplatnik ghi bàn thắng đầu tiên cho Triglav một tuần sau đó trong chiến thắng 1–0 trước NK Aluminij ở Sân vận động Stanko Mlakar. Mùa giải 2014–15, anh kết thúc với vị trí vua phá lưới Slovenian Second League, ghi được 18 bàn.
Ngày 20 tháng 6 năm 2015, Poplatnik ký bản hợp đồng 2 năm với đội bóng Bulgaria Montana, sau đợt thử việc thành công với câu lạc bộ.

## Cuộc sống cá nhân
Anh trai của anh Aleš Poplatnik cũng là một cầu thủ bóng đá, thi đấu ở vị trí tiền đạo.